# کرک اسمیتون
کرک اسمیتون (به انگلیسی: Kirk Smeaton) یک روستا و محله مدنی در بریتانیا است که در سلبی واقع شده‌است. کرک اسمیتون ۴۰۵ نفر جمعیت دارد.